# ニューヨーク州立大学パーチェス校

## 概要
全13校からなる4年制ニューヨーク州立大学群(SUNY) の1校である。学部生が約4000人在籍する中、留学生は約120人である。
ニューヨーク市郊外にある環境の良いウエストチェスター郡に所在。
元ニューヨーク州知事で副大統領も務めたネルソン　ロックンフェラーによって1967年に質の高いリベラルアーツカレッジと世界レベルの音楽、ダンス、演劇、美術の専門大学を融合したニューヨーク州立大学の文化の中心的存在として創立された。 
パーチェス校の人気の専攻は、ダンス、演劇、音楽などであるが、政治、経済、生物や数学など、様々な学際的プログラムも提供されている。

## キャンパス
近代的なキャンパスには数々の彫刻が並び芸術色が溢れており、周囲に溶け込んだ美しい環境にある。
コンサートホールや劇場では、毎年600前後にのぼる公演が行なわれている。パーチェス校には全米で10番目の大きさを誇るthe Neuberger Museum of Artという大学美術館がある。

## ランキング
芸術の分野において、全米からとても高い評価を得ている。他の学問もアメリカ国内の各紙でトップランキングに入るなど教育レベルの高さを維持している。
2014年のUS Newsによると、パーチェス校はアメリカ全国9位の公立リベラルアーツカレッジとして高く評価され、他にもプリンストンレビューのベスト371校やFiske Guideのトップ300校の1つにも選ばれている。
- US News：Top 9 National Public Liberal Arts College in the United States (2014)
- US News：＃156 National Liberal Arts Colleges (2014)
- SAT平均点数 (Critical Reading and Math)：1140点
- ACT平均点：25点
- 新入生合格率平均：33.4％（2012年: Class of 2016）

## 著名な卒業生
監督
- Austin Chick
- Abel Ferrara
- Azazel Jacobs
- Ilya Chaiken
- Nick Gomez
- Bob Gosse
- Peter O'Brien
- Todd Graff
- Hal Hartley
- Danny Leiner
- Tim McCann
- Eric Mendelsohn
- E. Elias Merhige
- Jeffrey Alan Schechter
- Rob Schmidt
- James Spione
- Alex Turner
- Chris Wedge of Blue Sky Studios
- John G. Young
- Michael Spiller
- A. Dean Bell

音楽家
- Mase
- Meneguar (band)
- Mirk
- Moby (majored in sociology)
- Moving Mountains (band)
- O'Death
- Only Son (formerly of Moldy Peaches)
- Jenny Owen Youngs
- Daryl Palumbo of Glassjaw
- Suzzy Roche
- Bess Rogers
- Joel Rubin
- Alan Shulman
- Gerard Smith (musician) late bassist of TV on the Radio
- Regina Spektor
- Twin Sister
- Stephanie Winters, cellist
- Wooden Wand and the Vanishing Voice

ジャーナリスト
- Adam Nagourney
- J. Buzz Von Ornsteiner - Forensic Psychologist, Journalist & Television Personality

活動家
- David Graeber
- Robyn Ochs
- Nasreen Pervin Huq
- Dominique Salice

科学者
- Carl Safina
- Jill Bargonetti

作家
- Nora Raleigh Baskin
- Billy Taylor